# فابيانا كارلا
فابيانا كارلا (بالبرتغالية: Fabiana Karla‏) هي ممثلة برازيلية، ولدت في 30 أكتوبر 1975 بريسيفي في البرازيل.

## وصلات خارجية
- فابيانا كارلا على موقع IMDb (الإنجليزية)
- فابيانا كارلا على موقع قاعدة بيانات الفيلم (الإنجليزية)
- فابيانا كارلا على موقع كينوبويسك (الروسية)